# Sint-Niklaaskerk (Willebroek)

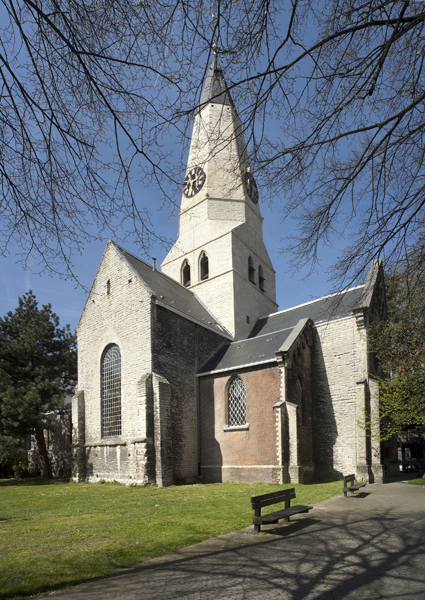
De Sint-Niklaaskerk

De Sint-Niklaaskerk is de kerk in het centrum van de gemeente Willebroek in de Belgische provincie Antwerpen. Sinds 1994 is ze een beschermd monument.
De Sint-Niklaaskerk werd waarschijnlijk gebouwd tussen 1140 en 1180, maar heeft mogelijk een vroegere basis. Het koor en transept dateren uit de 14de eeuw. De kerk was voorheen volledig in romaanse stijl maar werd mettertijd meermaals verbouwd, onder meer door architect Joseph Schadde (1851). Van de oorspronkelijke kerk rest dan ook enkel de vierkante onderbouw van de kerktoren in zandsteen. De kerktoren heeft verder een zeer karakteristiek uiterlijk, met bovenop een gotische achthoekige spits in zandsteen en dakbedekking in leisteen. De muurband onder het uurwerk is versierd met enkele gebeeldhouwde koppen.
De kerk bezit enkele altaren in barokstijl, schilderijen, beeldhouwwerk, een preekstoel en een opmerkelijk kruisbeeld in ivoor van Frans Duquesnoy.
In 2009 werd gestart met een uitgebreide restauratie van de kerk.

## Vroegere pastoors
Arnoldus Verschueren, pastoor in 1498-1504
Christianus Van den Bossche, pastoor in 1504-1539
Jacobus Keijnens, pastoor in 1539-1568.
Petrus Oeijnens, pastoor in 1568-1587.
Petrus Vervloet, pastoor in 1587-1588.
Joannes Nicolaï, pastoor in 1588-1598.
Rudolphus Nuyden, pastoor in 1598-1601.
Dominicus Schenkelins, pastoor in 1601-1615.
Guilielmus Van Werchter, pastoor in 1616.
Emmanuel de la Barzina, pastoor in 1630-1634.
Joannes Baptist Van der Meulen, pastoor in 1634-1661.
Jacobus Van Geenom, pastoor in 1661-1677.
Rumoldus Backx, pastoor in 1678-1679.
Joannes Franciscus Quintanis, pastoor in 1691-1709.
Joannes Baptist De Keyser, pastoor in 1709-1726.
Ludovicus Egidius Van Schaebroeck, pastoor in 1726-1768.
Egidius Scheffermeyer, pastoor in 1769-1782.
Joannes Benedictus De Clerck, pastoor in 1783-1804.
Joannes Baptist Ermens, pastoor in 1804-1835.
Guillielmus Pauwels, pastoor in 1835-1863.
Cornelis Joannes De Weerdt, pastoor in 1864-1879.
Petrus Josephus Maes, pastoor in 1879-1885.
Julius Dony, pastoor in 1885-1915
Philip Leopold Emsens, pastoor in 1915-1935
Jozef "Jos" Cleymans (1899 - 1938), pastoor in 1935-1938.
Adolphus Pieter Van Lommel, pastoor in 1938-1940.
Gustaaf Mol, pastoor in 1940-1947.
Eugeen Schwagten, pastoor in 1947-1973.
Guido Johnson, pastoor in 1973-1985.
Piet Abbeel, pastoor in 1985-... .